# BCNWP Under 10
El BCNWP Under 10 és un torneig de waterpolo de categoria benjamí (menys de 10 anys) que organitza per Setmana Santa el CN Barcelona des del 2013. La primera edició es va disputar l'any 2013 essent el primer campió el club organitzador després de guanyar al RN Bogliasco italià per 10-1. La temporada següent els cenebistes van revalidar el títol a l'imposar-se per 4-6 al CN Molins de Rei i no va ser fins a la tercera edició, l'any 2015, que un club que no fos l'organitzador es va endur el torneig. En la segona i tercera edicions van participar-hi equips de fins a 5 nacionalitats diferents i, paral·lelament a la competició es van realitzar xerrades destinades tant a pares com a entrenadors. El torneig ha anat creixent en nombre d'equips, inciant-se amb 24 equips la primera edició, ampliant-se a 28 durant alguns anys i incrementant fins als 32 des de la setena edició, l'any 2019.
Els anys 2020 i 2021 el torneig no es va disputar a causa de la pandèmia de COVID-19. L'edició del 2022, que va suposar el retorn després de dos anys d'absència, va veure reduïda la seva participació a 16 equips.

## Historial
| Any  | Campió                                        | Subcampió                                     | Resultat                                      | Tercer                                        | Quart                                         |
| ---- | --------------------------------------------- | --------------------------------------------- | --------------------------------------------- | --------------------------------------------- | --------------------------------------------- |
| 2013 | CN Barcelona                                  | RN Bogliasco                                  | 10-1                                          | CN Atlètic-Barceloneta                        | CN Mataró                                     |
| 2014 | CN Barcelona                                  | CN Molins de Rei                              | 6-4                                           | CN Jerez                                      | CN Marsella                                   |
| 2015 | CN Marsella                                   | CN Barcelona                                  | 4-3                                           | CN Atlètic-Barceloneta                        | RN Bogliasco                                  |
| 2016 | CN Barcelona                                  | CW Málaga                                     | 7-0                                           | CN Mataró                                     | CN Terrassa                                   |
| 2017 | CW Sevilla                                    | CN Atlètic-Barceloneta                        | 8-4                                           | CN Molins de Rei                              | CN Barcelona                                  |
| 2018 | CN Barcelona                                  | CN Mataró                                     | 12-4                                          | UE Horta                                      | CW Elx                                        |
| 2019 | Pallanuoto Salerno                            | UE Horta                                      | 6-2                                           | CN Sant Andreu                                | CN Atlètic-Barceloneta                        |
| 2020 | Cancel·lat a causa de la pandèmia de COVID-19 | Cancel·lat a causa de la pandèmia de COVID-19 | Cancel·lat a causa de la pandèmia de COVID-19 | Cancel·lat a causa de la pandèmia de COVID-19 | Cancel·lat a causa de la pandèmia de COVID-19 |
| 2021 | Cancel·lat a causa de la pandèmia de COVID-19 | Cancel·lat a causa de la pandèmia de COVID-19 | Cancel·lat a causa de la pandèmia de COVID-19 | Cancel·lat a causa de la pandèmia de COVID-19 | Cancel·lat a causa de la pandèmia de COVID-19 |
| 2022 | CE Mediterrani                                | CN Sant Andreu                                | 5-0                                           | CN Terrassa                                   | RN Verona                                     |
| 2023 | CE Mediterrani                                | CN Mataró                                     | 6-5                                           | CN Atlètic-Barceloneta                        | CN Sant Andreu                                |
| 2024 | Pro Recco                                     | CE Mediterrani                                | 5-4                                           | Esparmaños Zaragoza                           | CN Sant Andreu                                |

El torneig, a més a més, també atorga un premi al joc net i a l'afició més simpàtica. Des de l'any 2018 aquests dos guardons s'han unificat en un de sol.
| Any  | Joc net                                       | Afició més simpàtica                          |
| ---- | --------------------------------------------- | --------------------------------------------- |
| 2013 | CN Atlètic-Barceloneta                        | AE Santa Eulàlia                              |
| 2014 | CN Vallirana                                  | CN Montjuïc                                   |
| 2015 | RT Süddeutschland                             | CN Sant Feliu                                 |
| 2016 | CN Sant Feliu                                 | Askartza WLB                                  |
| 2017 | CD Waterpolo Turia                            | No es va entregar                             |
| 2018 | CN Sant Andreu                                | CN Sant Andreu                                |
| 2019 | AE Santa Eulàlia                              | AE Santa Eulàlia                              |
| 2020 | Cancel·lat a causa de la pandèmia de COVID-19 | Cancel·lat a causa de la pandèmia de COVID-19 |
| 2021 | Cancel·lat a causa de la pandèmia de COVID-19 | Cancel·lat a causa de la pandèmia de COVID-19 |
| 2022 | RN Verona                                     | RN Verona                                     |
| 2023 | CN Vallirana                                  | CN Vallirana                                  |
| 2024 | Barracudas Nurnberg                           | Barracudas Nurnberg                           |

Des de l'edició de l'any 2019, quan es van inscriure fins a 6 equips íntegrament femenins, es va atorgar un premi a l'equip femení més ben classificat.
| Any  | Campiones              | Classificació global |
| ---- | ---------------------- | -------------------- |
| 2019 | CE Mediterrani         | 11enes               |
| 2022 | UE Horta               | 7enes                |
| 2023 | CN Atlètic-Barceloneta | 6enes                |
| 2024 | UE Horta               | 10enes               |

## Medaller
| Pos. | País                   | Or | Plata | Bronze | Total |
| 1    | CN Barcelona           | 4  | 1     | 0      | 5     |
| 2    | CE Mediterrani         | 2  | 1     | 0      | 3     |
| 3    | CN Marsella            | 1  | 0     | 0      | 1     |
| -    | CW Sevilla             | 1  | 0     | 0      | 1     |
| -    | Pallanuoto Salerno     | 1  | 0     | 0      | 1     |
| -    | Pro Recco              | 1  | 0     | 0      | 1     |
| 7    | CN Mataró              | 0  | 2     | 1      | 3     |
| 8    | CN Atlètic-Barceloneta | 0  | 1     | 3      | 4     |
| 9    | CN Molins de Rei       | 0  | 1     | 1      | 2     |
| -    | UE Horta               | 0  | 1     | 1      | 2     |
| -    | CN Sant Andreu         | 0  | 1     | 1      | 2     |
| 12   | RN Bogliasco           | 0  | 1     | 0      | 1     |
| -    | CW Málaga              | 0  | 1     | 0      | 1     |
| 14   | CN Jerez               | 0  | 0     | 1      | 1     |
| -    | CN Terrassa            | 0  | 0     | 1      | 1     |
| -    | Esparmaños Zaragoza    | 0  | 0     | 1      | 1     |